# Вилмош Шебек
Вилмош Шебек (мађ. Sebők Vilmos; Будимпешта, 13. јун 1973) бивши је професионални фудбалер, репрезентативац који играо на позицији централног бека за мађарске прволигашке клубове Ујпешт и Залаегерсег између осталих и још неколико иностраних клубова.

## Каријера

### Клуб
Његов најзапамћенији тренутак у клупском фудбалу био је када је играо за ФК Енерђи Котбус у Бундеслиги, јер је тамо постигао гол за Котбус када су победили Бајерн Минхен са 1 : 0 у Котбусу.
Шебек је био један од моторних снага који су водили ФК Ујпешт до титуле мађарске лиге 1998. пре него што је прешао у Бристол Сити ФК. 1999. године.
Шебек је морао да напусти ЗТЕ због дисциплинских проблема. Како се наводи у званичном саопштењу клуба, искључен је из тима због лошег учинка. Инцидент се догодио одмах након пораза од Мајнца резултатом 7 : 1 у марту 2007.
Од децембра 2007. до новембра 2008. био је играч Диошђера ВТК, где је изабран и за капитена тима. Напустио је Мишколц због породичних проблема.
Дана 19. фебруара 2009. прелази у ФК Ладањбене из прве лиге округа Бач-Кишкун, за који је играо само једну полусезону и одатле је отишао у лето 2009. године.

### Репрезентација
За репрезентацију Мађарске је дебитовао 1996. године и у току каријере одиграо је 52 утакмице и постигао је 9 голова. Био је учесник на Летњим олимпијским играма 1996. у Атланти, где Мађарска није успела да напредује даље од групне фазе.
Вилмош Шебек био је члан олимпијског тима на Олимпијским играма у Атланти 1996. године, што је представљало значајан догађај за мађарски фудбал који је у то време био у значајном паду. Шебек је учествовао у поразима од 1 : 0 против Нигерије и 3 : 1 од Бразила. Са клупе је пратио утакмицу против Јапана која је завршена са 3 : 2 у корист противника. Од 1996. до 2002. био је стални члан репрезентације. Селектор Петер Божик му је касније указао поверење, али је било очигледно да више није имао исту страст као пре. Иако је храбро изводио пенале, није успео да реализује један на утакмици против |Новог Зеланда због превелике журбе. Након пораза од 2 : 1 против Малте, искључен је из тима, а селектор репрезентације Петер Вархиди га није позвао назад у тим ради подмлађивања. Од тада, дефанзивац са голгетерским способностима, постигао је голове против Грузије, Лихтенштајна, Јордана и Азербејџана, више није заиграо за репрезентацију Мађарске.

## Достигнућа

### Клуб
Ујпешт
- НБ I шампион:
  - шампион: 1997/98
  - другопласирани: 1996/97
- Куп Мађарске: 
  - финалиста: 1997/98

Залаегерсег
- НБ I шампион:
  - трећепласирани: 2006/07